# Ремі Шрійнен
Ріхард «Ремі» Шрійнен (нід. Richard „Remy“ Schrijnen; 24 грудня 1921, Фламандський Брабант, Бельгія — 27 липня 2006, Гаґен, Німеччина) — бельгійський доброволець військ СС, унтершарфюрер СС. Кавалер Лицарського хреста Залізного хреста (єдиний кавалер-фламандець).

## Біографія
Член Фламандського національного союзу. Поступив на службу добровольцем у Фламандський легіон СС, навідник гармати PaK 40 3-ї роти. Потім служив навідником PaK 40 в 4-й добровольчій танково-гренадерській бригаді СС «Недерланд». У боях за Нарвський плацдарм знищив 7 радянських танків (4 Т-34 і 3 ІС-2) і 4 бронеавтомобіля, проте його гармата була знищена, а сам Шрійнен був важко поранений: товариші знайшли його непритомним. 
Після війни Шрійнена заарештували і засудили до страти, яку відразу ж замінили довічним ув'язненням. В 1950 році звільнений. Підтримував тісний зв'язок з іншими бельгійцями-ветеранами військ СС (в тому числі з Леоном Дегрелем), вимагав їхньої реабілітації та звільнення засуджених. За свою діяльність в 1953 році заарештований і знову засуджений. В січні 1955 року звільнений під час загальної амністії. В 1962 році отримав німецьке громадянство і переїхав у Німеччину, де і прожив решту життя.

## Нагороди
- Знак пам'яті Толленера
- Партійний знак Фламандського національного союзу
- Почесний партійний знак Партії рексистів
- Відзнака Фламандського національного союзу за військові заслуги
- Залізний хрест
  - 2-го класу (25 травня 1944) — за знищення двох Т-34 під час блокади Ленінграду.
  - 1-го класу (3 серпня 1944) — за заслуги у боях за Нарвський плацдарм.
- Лицарський хрест Залізного хреста (21 вересня 1944) — за заслуги у боях за Нарвський плацдарм; як штурмманн СС і навідник 2-ї роти 6-ї добровольчої штурмової бригади СС «Лангемарк».
- Штурмовий піхотний знак в бронзі
- Нагрудний знак «За поранення» в золоті